# Messor vicinus
Messor vicinus es una especie de hormiga del género Messor, subfamilia Myrmicinae. 

## Distribución
Esta especie se encuentra en Turkmenistán.